# 轟炸沃羅涅日
轰炸沃罗涅日（羅馬化：Bombit' Voronezh）是一个俄罗斯網路迷因和政治术语，比喻俄罗斯政权做出伤害本国民众的自毁行为，相当于英语中的“cutting off one's nose to spite one's face”（意为自毁前程）。

## 起源

### 早期
这一迷因最早出现在俄格战争之后，当时俄罗斯当局拨出大量资金重建南奥塞梯被毁的城市。据称，当时俄罗斯沃罗涅日市的一名官员讽刺地抱怨说：
分配给南奥塞梯的资金是整个沃罗涅日州三年预算的三倍。还不如轰炸沃罗涅日，这样我们也许还能修出像样的道路。
根据自由欧洲电台/自由电台的说法，这个故事很可能为传言，因为此话并没有实际记录可查。最早对该网络迷因的引用可以追溯到2008年8月，当时一位LiveJournal用户提到了一句类似的笑话并声称是“沃罗涅日居民”说的，并未提及任何政府官员。

### 知名
自2010年代中期起，随着国际社会对俄罗斯实施制裁以及俄罗斯的反制裁措施，这个迷因的含义发生了变化。2012年，俄罗斯议会通过了《季玛·雅科夫列夫法案》，禁止美国人收养俄罗斯孤儿。该法案的主要打击落在了患有重病的俄罗斯孤儿身上。此后，在俄罗斯吞并克里米亚后，也出现了类似的相互制裁，这些制裁损害了俄罗斯普通消费者的利益。因此，俄罗斯流传着这样一句玩笑话：“为了回应制裁，总统下令轰炸沃罗涅日。”
在俄语互联网上流传着一则关于两名俄罗斯政府官员之间对话的笑话：
谢尔盖·拉夫罗夫打电话给谢尔盖·绍伊古，说：“听着，库茹盖托维奇，别炸纽约，我女儿住在那里。”
绍伊古愤怒地回答：“该死！德米特里·佩斯科夫说别炸伦敦和巴黎，德米特里·梅德韦杰夫说别炸柏林，叶莲娜·米祖利娜说别炸比利时，弗拉基米尔·日里诺夫斯基说别炸瑞士……还有很多人打电话来说，名单很长。拉夫罗夫，那我们到底该炸哪？”

“嗯……那就去他妈的，炸沃罗涅日吧，那里没人是我们在乎的。”

## 俄罗斯入侵乌克兰
2023年4月20日，在俄罗斯入侵乌克兰期间，俄罗斯空军误炸了俄罗斯城市别尔哥罗德，造成三人受伤。反战的俄罗斯人将此事与“轰炸沃罗涅日”的迷因进行了比较。
该迷因在2023年6月瓦格纳集团兵变期间再次被提及，当时有报道指出俄军对瓦格纳的炮击导致沃罗涅日州的一处油库起火。